# Ферман

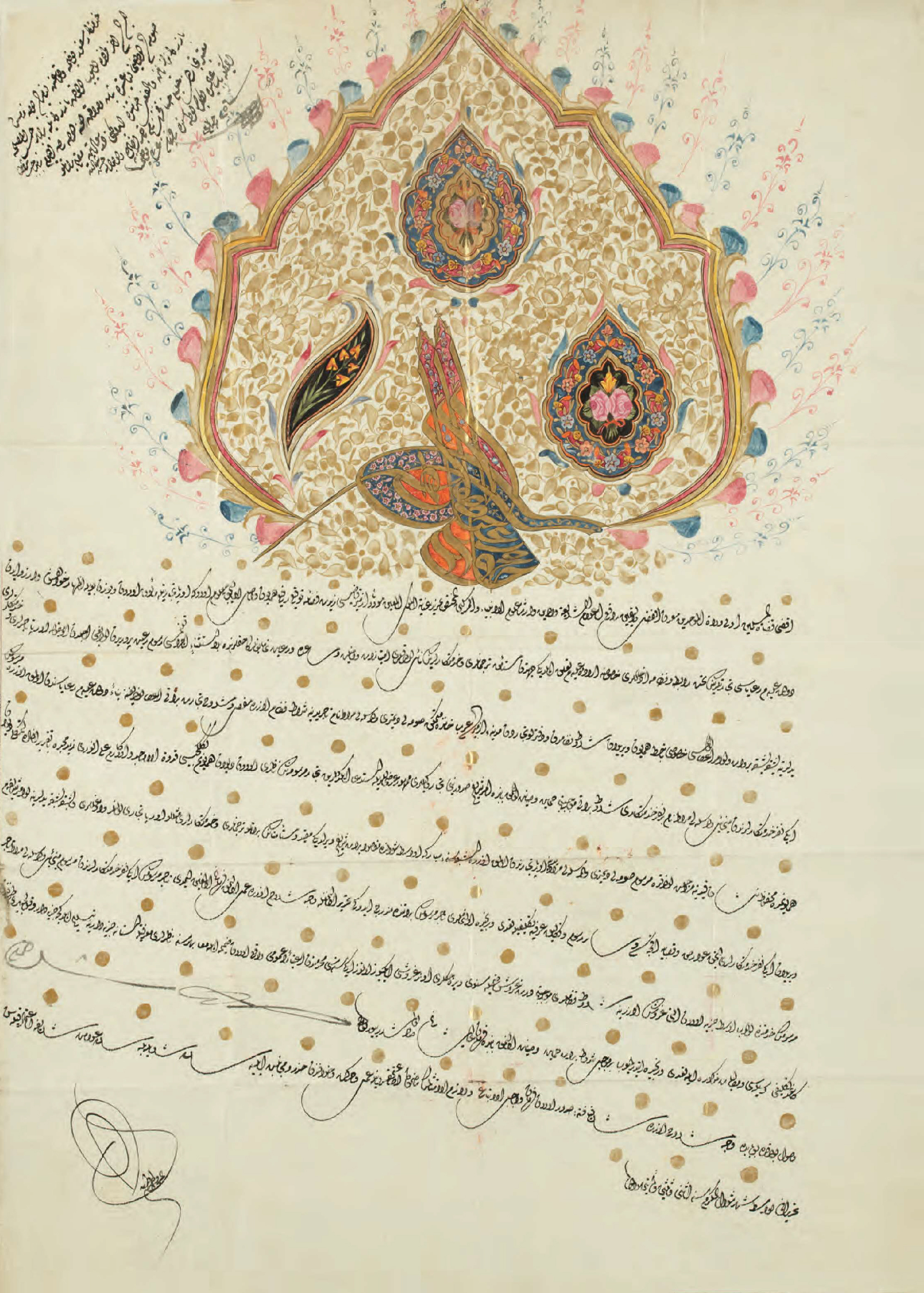
Ферман султана Османської імперії Махмуда II, 1817 рік

Ферма́н, або фірма́н, — указ падишаха, виданий відповідно до рішення імперського Дивану або ради при великому візирові. Для набуття ферманом юридичної сили на ньому виписувалася султанська тугра.
Слово «ферман» походить від перського «fermān» (перс. فرمان), що означає «наказ, повеління, воля правителя». Його почали використовувати ще в доісламські часи Хулагуїди, а пізніше і слово, і поняття були запозичені Османами. 
В Османській імперії виготовленням ферману займалися кілька відомств одночасно. Накази з фінансових питань виходили з канцелярії головного скарбничого, з решти питань — з канцелярії міністра іноземних справ реїсулькюттаба.
У XIX ст. для цього класу документів замість слова «ферман» почали послуговуватися терміном «іраде». Першим ферманом в Османській імперії вважається установчий документ вакфу Османа I Ґазі за 1324 рік, а останнім — наказ Мехмеда VI Вагідеддіна у 1922 році. В Україні зберігається факсиміле листа Мехмеда IV до Богдана Хмельницького, який деякі дослідники називають ферманом, хоча наукова дискусія з цього питання триває.

## Історія

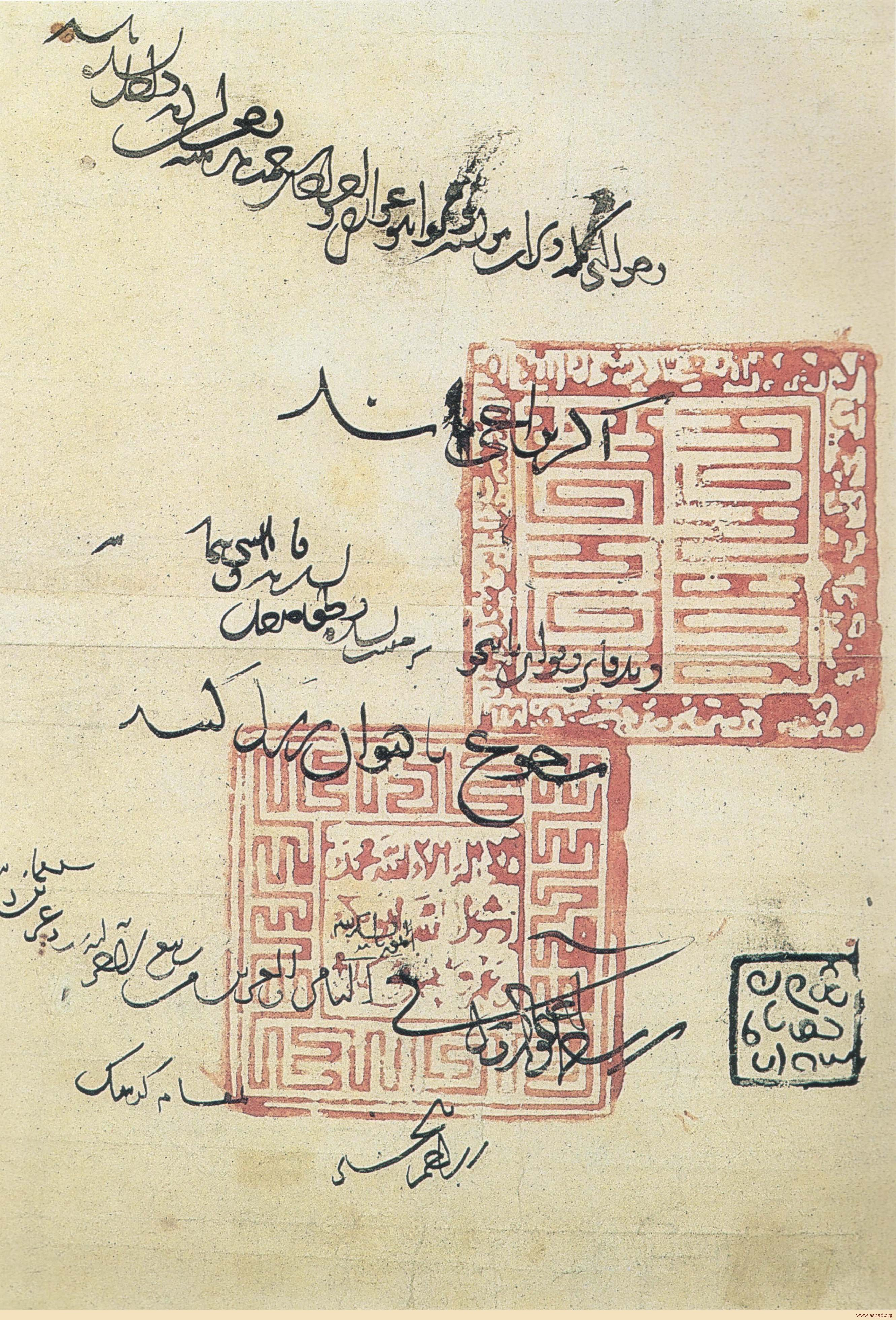
Ферман Абу-Саїда Багадур-хана, хана ільханату Хулагуїдів (1316—1335 рр.), з двома білінгвальними тамгами китайською й арабською мовами

Слово «ферман» походить від перського слова «fermān» (перс. فرمان), яке означає «наказ, повеління, воля правителя». Українські дослідники так представляють цей термін: султанський указ (Галенко), наказ султана турецького (Туранли), султанський едикт, указ (Кульчинський), заповідь, наказ височайшого рангу, височайша заповідь (Середа).
На позначення волі найвищого володаря слово «ферман» використовували ще в доісламські часи Хулагуїди, а вже пізніше воно увійшло до вжитку Османів. Великі сельджуки, Анатолійські сельджуки та рідко мамлюки замість терміну «ферман» послуговувалися словом «тевкі» (від ар. «підписувати»). Хулагуїди, Тімуріди, Кара-Коюнлу, Ак-Коюнлу, Золота Орда та Кримське ханство використовували слово монгольського походження — «ярлик». Сельджуки та рідко Османи в перші роки існування Османської держави також уживали слово «перване» (від перс. «провідник, вісник») як на означення ферману, так і в значенні «меншур» (від ар. «публікувати, поширювати») — спеціальний берат на призначення вищих чинів держави.
У XIX ст. в період танзимату фермани випускалися з важливих державних питань імперським секретаріатом, який називався мабейн-і хюмаюн. Крім того, сам термін «ферман» з часом вийшов з ужитку і був замінений на «іраде» (або «іраде-і сенійє») — воля, наказ. Перехід від одного документа до іншого відбувався поступово, існує консенсус, що іраде почали активно використовувати наприкінці періоду правління Махмуда II після 1834 року. 
Першим ферманом в Османській імперії вважається установчий документ вакфу Османа I Ґазі за 1324 рік, а останнім — наказ Мехмеда VI Вагідеддіна у 1922 році

## Бюрократична процедура
Фермани були частиною світського законодавства Османської імперії. З часом вони накопичувалися та збиралися в кодекси. Видавати фермани було особистим правом падишаха. Новий султан після джюлусу міг на власний розсуд або підтвердити попередні фермани, або скасувати й ухвалити замість них інші норми. Для законодавчих ферманів не було потрібне схвалення шейхюльіслама, хоча іноді з таких питань, як оголошення війни чи заборона друкарства, султани зверталися до шейхюльіслама за фетвою.
В Османській бюрократичній системі не було єдиного органа, який відповідав за підготовку ферманів. Їх могли писати різні відомства залежно від тематики указу. Якщо йшлося про фінансові питання, то документ готувався скарбничими писарями. В інших випадках за підготовку ферманів відповідало відомство держсекретаря — реїсулькюттаба, яке займалося адміністративними та юридичними питаннями, як за світськими законами, так і за законами шаріату.

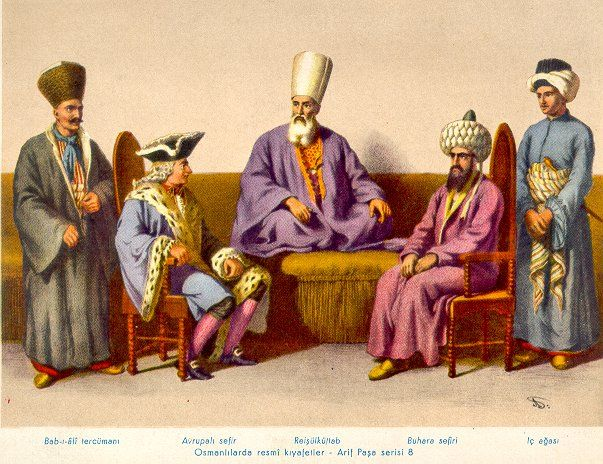
Поштова листівка із зображенням реїсулькюттаба (держсекретаря) у центрі. Для неї використано літографію з альбому «Давній одяг Османської імперії від зародження монархії до часів реформації султана Махмуда», виданого у Парижі, Франція, 1863 року

Фермани видавалися як зі стратегічних політичних питань, на кшталт підготовки до походу, реорганізації армії чи запровадження нових монет, так і щодо організації суспільного ладу: регуляції норм одягу для населення, дозволу чи заборони відбудови церков, надання ліценцій на торгівлю і визначення загальних дій у надзвичайних ситуаціях. Так, у XVI ст. епідемія чуми значно зменшила населення Стамбула, звичні заходи не допомагали, тому 1592 року під час чергової хвилі султанським ферманом був розповсюджений наказ про загальну молитву на Окмейдани. 10 вересня на площі зібралися державні мужі, улеми, шейхи та містяни, всі разом молилися за порятунок від чуми та якнайшвидше одужання хворих. За свідченням османського історика Мустафа Селянікі, чума після цього відступила. Якщо раніше реєструвалося близько 350 смертей щоденно, то після загальної молитви це число зменшилося до 100. Також у регіони, з яких часто надходили скарги до центру, надсилалися «фермани справедливості» (тур. adalet fermanları), які фактично виносили догану провінційному очільнику та мали на меті покласти край свавіллю місцевої адміністрації. 

### Підготовка
Робота над ферманом починалася з чернетки. Лише в рідкісних випадках, якщо документ був таємним, то писати ферман міг сам реїсулькюттаб одразу начисто. Якщо указ не містив нічого секретного, то його передавали звичайному писареві держсекретаріату. Підготовану ним чернетку перевіряв головний писар. Якщо документ вимагав значної кількості копій, то писарі писали їх одночасно під диктовку начальника. 
Після того, як писар переписував чернетку начисто, на звороті він указував свій псевдонім. Головний писар перевіряв документ і ставив на ньому відповідні позначки. Наступним чернетку переглядав реїсулькюттаб, підписував зворот і ставив на фермані свій спеціальний знак ресід. Документи без цього знака вважалися підробками. Для ферманів фінансового відомства до XVI ст. на звороті ферману вимагалися розкидисті підписи трьох головних дефтердарів: румелійського, анатолійського та стамбульського. Після XVI ст. підпис мав ставити лише дефтердар Румелії, авторитет якого зріс і який став вважатися головним дефтердаром. 
Якщо ферманові хотіли надати додаткової ваги, то чистовик після всіх завірень направляли султанові, який дописував на ньому власною рукою «Виконати, як звелено» (осман. трансліт. mûcebince amel oluna). Для набуття ферманом юридичної сили на ньому мала з'явитися тугра, яку виписував спеціальний службовець — нішанджи. У надзвичайних ситуаціях оформлення ферману могло починатися у зворотному порядку. Коли великий візир рушав у похід, він отримував у дорогу чисті аркуші з уже виписаною тугрою. Під час походу ці аркуші використовувалися для виготовлення ферманів. Також такі чисті аркуші з тугрою залишали намісникові в столиці, коли султан її покидав на певний час.
Для архівування текст ферману записувався до підшивок-дефтерів, які називалися мюхімме дефтері (зошити для записів у хронологічному порядку всіх ферманів і бератів, ухвалених імперським Диваном) або ахкям дефтері (зошити, в які записувалися здебільшого фермани з фінансових питань). Якщо згодом виникала потреба в копії ферману, текст копіювався саме з цих дефтерів. З 1788 до 1888 року таємні накази підшивали в окремий вид дефтерів — мюхімме-і мектум (від ар. «приховувати, тримати в таємниці», зошити для таємних рішень).

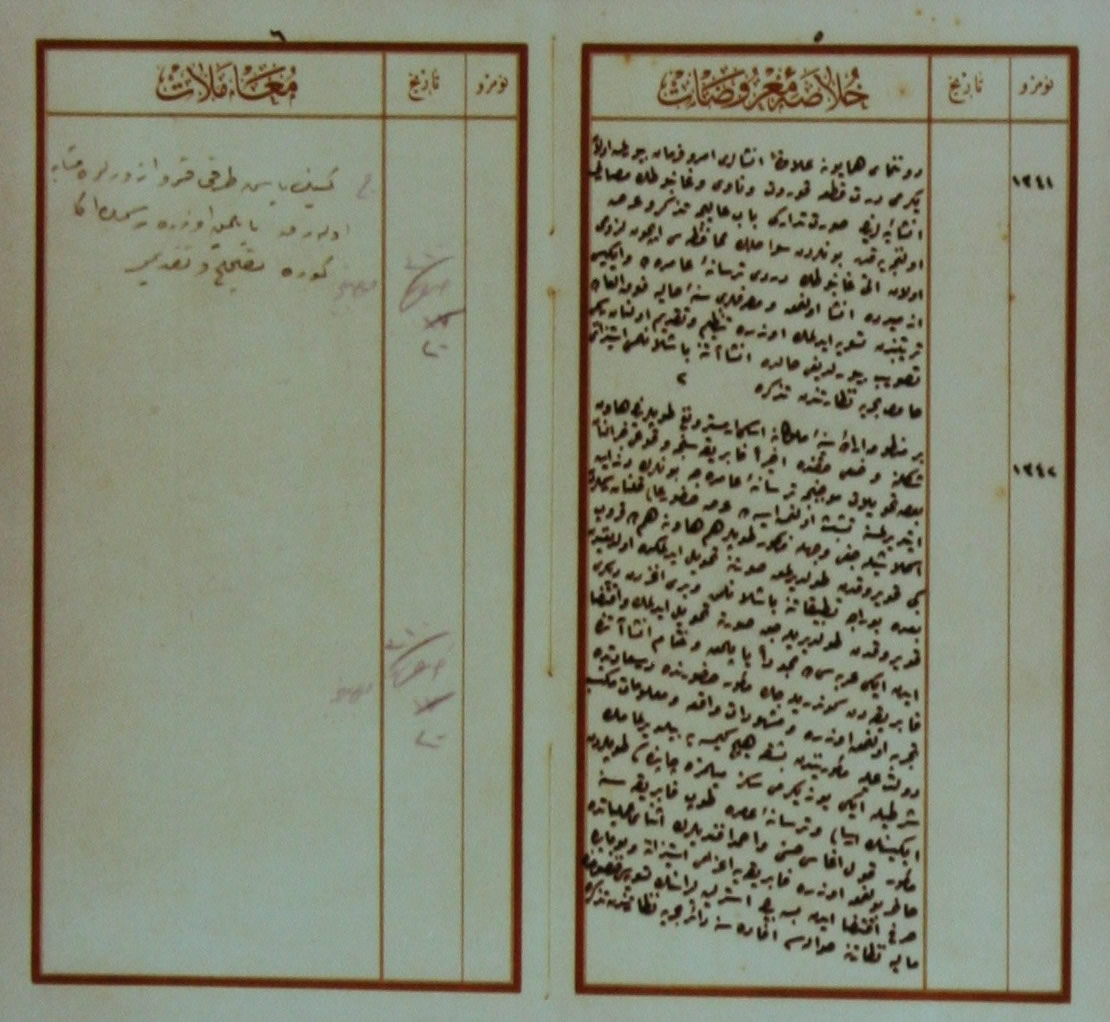
Книга запитів із ремарками султана Абдул-Гаміда II

У XIX ст. процедура виготовлення султанських указів змінилася. Місце використовуваного раніше ферману почало займати іраде. Найперший відомий нині приклад іраде написаний Махмудом II та датується 22 червня 1831 року. Система іраде, процедура запитів та ухвалення рішень про іраде викристалізувалися за правління онука Махмуда II Абдул-Гаміда II. Він під час свого правління прагнув створити централізований державний апарат і замкнути всі процеси на палаці. Провінційним очільникам надсилали нагадування, що вони мають направляти свої запити до палацу, а не до Баб-і-Алі (уряду). У результаті такого переформатування потік кореспонденції до палацу й кількість запитів, які потребували указів султана, зросли, через що і кількість секретарів-писарів стрімко виросла від 4 до 35, вони працювали цілодобово дванадцятигодинними змінами.
Писарі за день обробляли всі запити, які надходили до палацу, нумерували їх, записували короткий зміст до спеціального зошита і в кінці дня подавали на розгляд султанові. Той переглядав ці вижимки та позначав навпроти записів у зошиті своє рішення. Для цього Падишах використовував короткі нотатки:
- س — s — sualli («суаллі») — маю запитання щодо запиту;
- ج — c — cevaplı («джевапли») — маю окрему думку з цього питання.

На запити з такими позначками схвальне іраде не видавалося.
- م — m — mucebince («муджебіндже») — задовольнити запит;
- reyli — reyli mucebince («рейлі муджебіндже») — запит задовольнити по суті, але є деякі деталі.

Запити з такими рішеннями отримували у відповідь схвальне іраде.
Обов'язок доставляти іраде покладався на імперських ад'ютантів. Вони отримували документ у запечатаному печаткою конверті, який мав бути переданий у руки адресатові. Адресат зламував печатку, забирав іраде і віддавав назад конверт із власним підписом на ньому як підтвердження отримання.

### Дипломатичні особливості
Головне у фермані — сам наказ і порядок його впровадження. В багатьох документах цього типу немає імені людини, якій адресований ферман, вказувалися лише посада та належні цій посаді за протоколом  титулярні означення, а на місці імені залишали прогалину в тексті; наказ адресувався не конкретній людині, а посаді, і мав виконуватися незалежно від того, хто на цій посаді перебував. Адресатами ферманів часто було кілька осіб: кадії, бейлербеї, бейлербей і санджакбеї і т. п., оскільки документ спонукав до координованих дій різних гілок влади з певного питання або ж вимагав однакових дій у різних адміністративних одиницях. Ферман містив наказ із певного питання, яке мало часові рамки, тому ферман вважався тимчасовим документом, який втрачав силу з джюлусом нового султана, на відміну від бератів, чинність яких у разі зміни султана зазвичай автоматично подовжувалася.
Елементи ферману
Щоб документ можна було назвати ферманом, він має містити наступні елементи:
- слово «ферман»;

Тугра Махмуда II. Елементи показано в порядку виписування, різними кольорами виділено їхнє значення по словах: «Махмуд хан, син Абдул-Гаміда, переможний навіки»

- вказівку на адресата з відповідними його титулу молитвами й осанною;
- зазначення події, яка стала причиною для видачі ферману;
- наказ волі автора;
- роз'яснення волі;
- завершення тексту молитвою на щасливе виконання наказу[33].

Порядок компонентів у фермані
1. Заклик;
2. тугра;
3. титуляція і номенклатура;
4. молитва;
5. виклад;
6. наказ;
7. покарання чи погроза;
8. дата;
9. місце[34].

Якщо адресатом ферману була одна людина, у тексті завжди використовувалося звертання на «ти», «ви» використовувалося лише тоді, коли адресатів було декілька. Оскільки виконання ферману очікувалося якнайшвидше, до тексту указу включався пункт погрози чи покарання, в якому зазначалися наслідки зволікання або нехтування ферманом. Дату на ферманах як з фінансового відомства, так і з канцелярії Дивану, писали арабською мовою, використовуючи поряд із назвою місяців спеціальні традиційні прикметники, на кшталт «звитяжний місяць сафер» або «грандіозний місяць шабан».

### Оздоблення
Ферман містив безпосередню волю падишаха, тому напряму представляв його в очах того, кому цей ферман вручався. У період становлення Османської держави накази, видані султанами, хоч і мали всі елементи ферману, проте були мінімалістичними — писані чорним чорнилом і без додаткового оздоблення. Пізніше тексти ферманів стали прикрашати золотим та кольоровими чорнилами, а сам документ оздоблювати тезхібом (від ар. «золото») — східним варіантом ілюмінованого малюнка. Уперше тугру було виписано золотим чорнилом за правління Мехмеда II Фатіха, а за правління його наступника Баязида II султанську тугру в середині завитків літер стали прикрашати тезхібом. Наприкінці XVI ст. оздоблення стало виходити за рамки, окреслені формою тугри, і набуло вигонистої форми, схожої на крону кипариса (дерева життя). Наприкінці XVIII ст. в оздобленні відбувся перехід від традиційних мотивів до турецького рококо. 
До періоду правління Сулеймана I Пишного для написання ферманів використовувався будь-який каліграфічний стиль османської мови. За його правління відбулася стандартизація, і відтоді у ферманах, як і в будь-яких інших офіційних документах, чільне місце посів стиль дивані. Також у цей період фермани як відображення могутності правителя стали збільшуватися в розмірі. Доставляли їх скрученими в рулон у спеціальній тубі та червоній оксамитовій торбинці. 
Перехід від ферману до іраде під час правління Махмуда II спричинив і зміну каліграфічного стилю, яким послуговувалися під час написання цих документів — на місце дивані прийшов практичніший начерк рік'а.

Приклади ферманів різних періодів
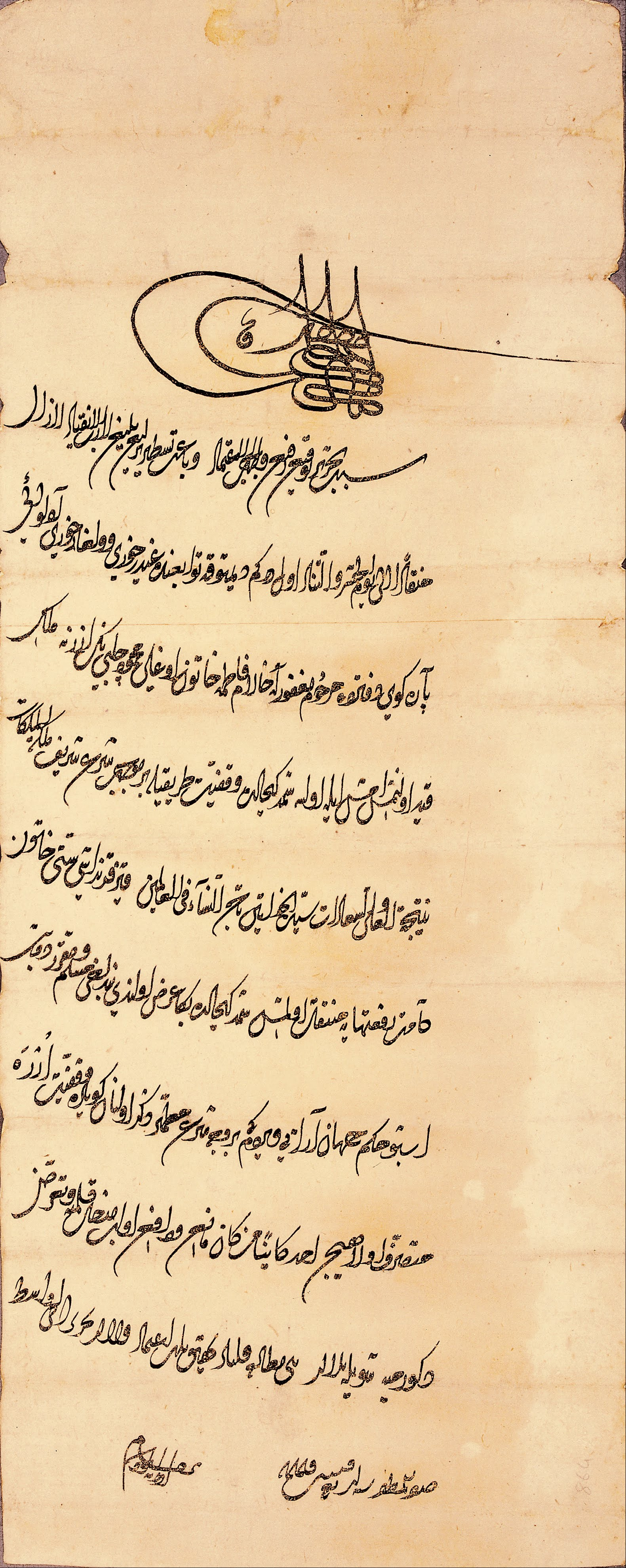
Ферман Мехмеда II Фатіха, 1459 рік.
Ферман Сулеймана I XVI ст.
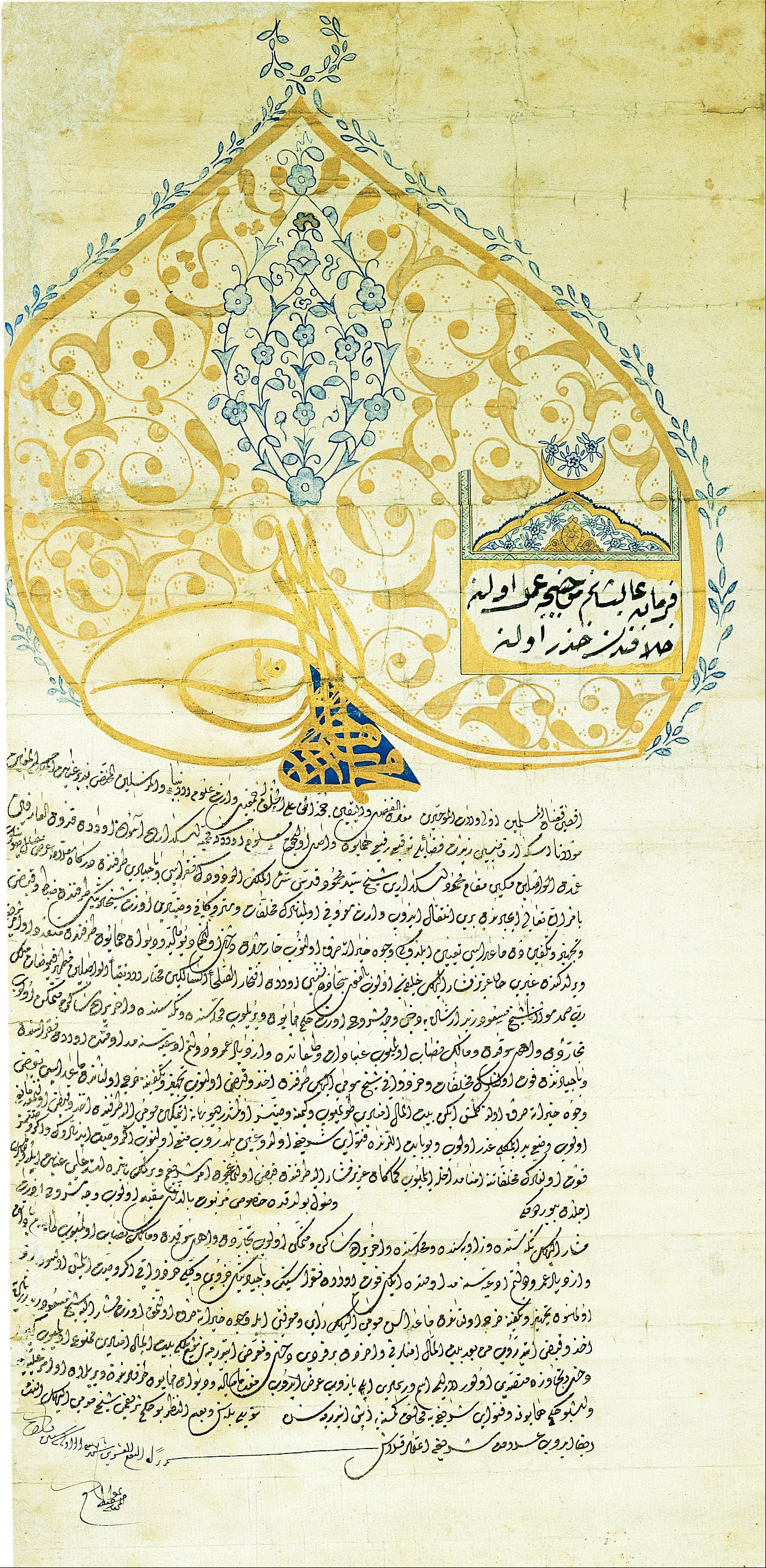
Ферман Мехмеда IV, 1659 рік.
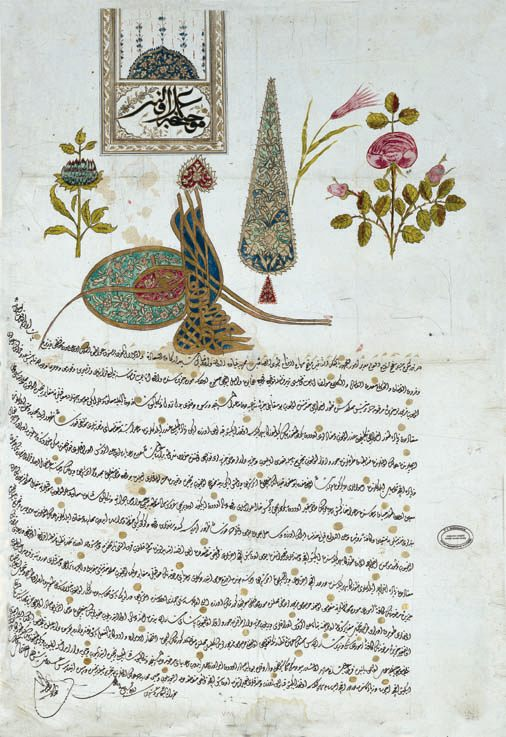
Ферман Махмуда I, 1741 рік.
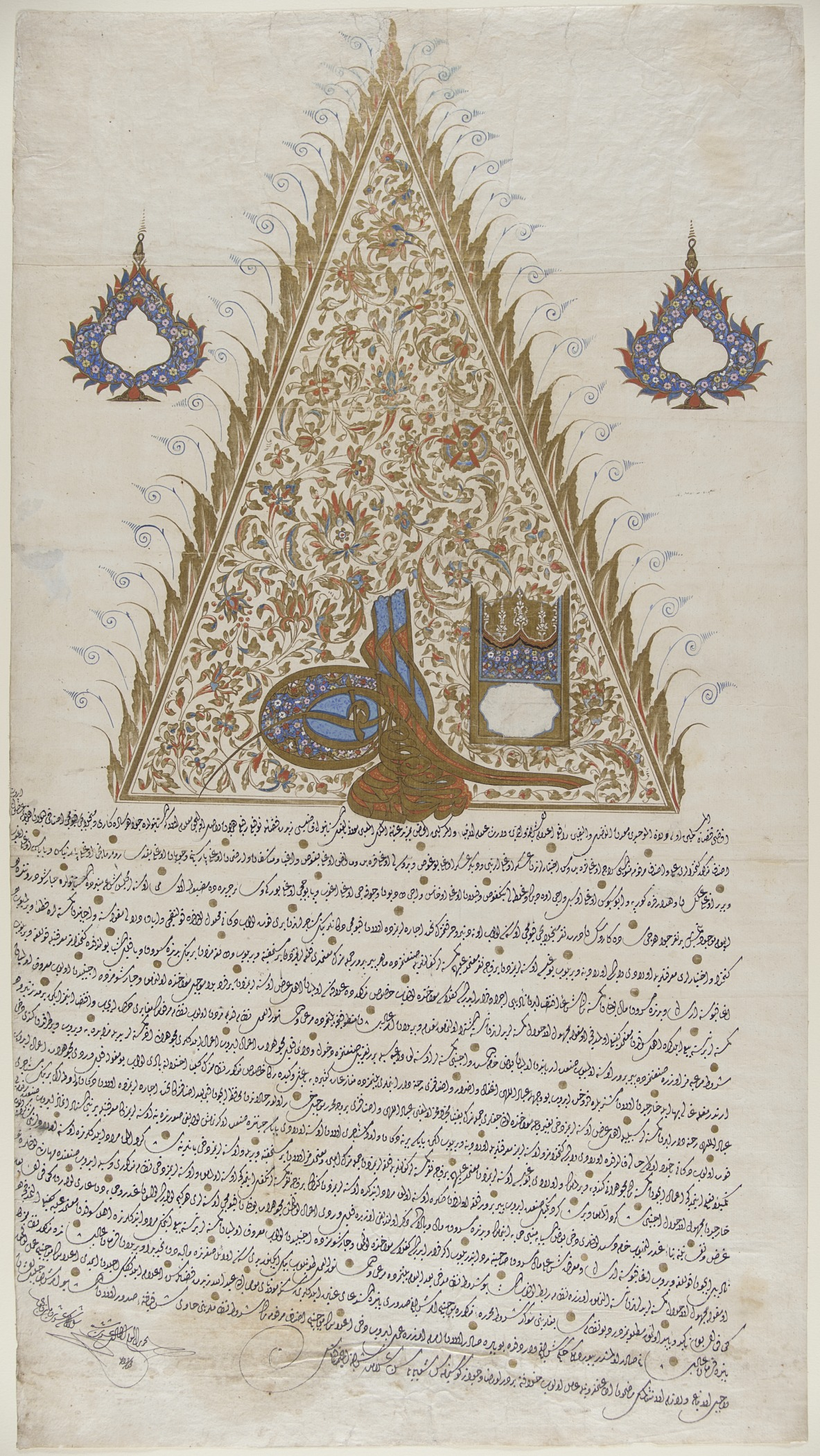
Ферман Селіма III, 1805—1806 рік.

### Фальсифікації та зловживання
Розподіл обов'язків щодо ферманів з економічних питань між писарями скарбниці та писарями держсекретаріату був доволі розмитим. З цієї непевності писарі користувалися для власного зиску, виписуючи фальшиві фермани — з рішенням на користь вигідної їм людини або в обмін на певну грошову суму. У разі виявлення пояснювали це бюрократичною помилкою. Часом для підробок писарі користувалися цілком легально написаними під час роботи чернетками, тому на схилі імперії, щоб покласти край зловживанням, султан Абдул-Гамід II увів практику підписувати не тільки чистовики, а й чернетки також.
Покарання у разі виявлення фальшивки залежало від кількох факторів: чи пред'явник сам зробив підробку, чи отримав чиюсь послугу, а також чи підробка стосувалася особистого, або державного питання. Перше було важливим для розуміння, чи потрібне службове розслідування для виявлення нечистого на руку писаря, а від другого залежала тяжкість покарання. За підробні фермани з державних питань могли стратити, відправити на галери чи відрубати руку. За фермани з особистих питань зазвичай виганяли з роботи.

## Приклади ферманів

### Дозвіл на діяльність Константинопольського патріархату

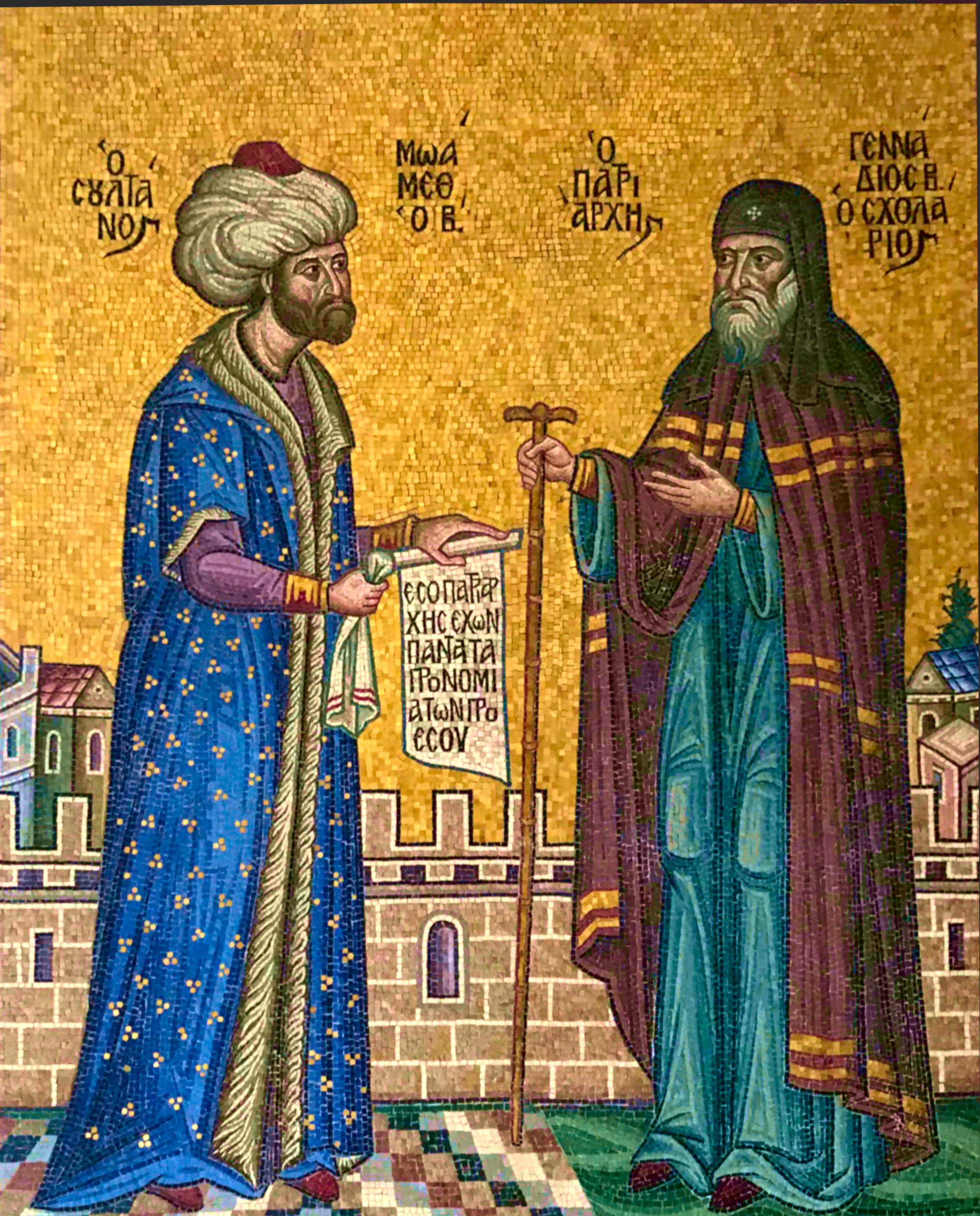
Султан Мехмед II Фатіх і перший після припинення існування Візантійської імперії Константинопольський патріарх Геннадій Схоларій, XV ст.

Ферман був виданий Мехмедом II Фатіхом після завоювання ним Константинополя. Документ забезпечував автономію православній церкві та право патріарха керувати православною громадою за власними звичаями.
| Ліві лапки | Ніхто не має права утискати Патріарха та втручатися в його справи. Він сам і всі священники під його керівництвом назавжди звільнені від будь-яких повинностей. Його церкви не обертатимуться на мечеті. Шлюб, поховання та решта обрядів і звичаїв, як і раніше, відправлятимуться відповідно до православного обряду. Цитата з ферману Мехмеда II за Сюрейя М. Шахін «Патріархат на Фенері та Туреччина». | Праві лапки |

У протокольній ієрархії патріарх прирівнювався до візира. Він мав право на аудієнцію султана та на участь у засіданнях Дивану в разі необхідності. Вважається, що кожен наступний султан подовжував дію ферману без будь-яких змін.
Оригінал та копії тексту до наших днів не збереглися, через що деякі дослідники висловлюють сумніви в існуванні цього ферману взагалі або принаймні у письмовій формі. Також, оскільки проаналізувати дипломатичні особливості документа неможливо, його називають не «ферманом», а «усним бератом».

### Ліквідація яничарського корпусу
Ферман про ліквідацію яничарського корпусу був проголошений 17 червня 1826 року. Султан Махмуд II намагався створити в Османській армії військові частини європейського типу, які розпочали вишкіл 12 червня. На наступний день яничари підняли заколот, протестуючи проти модернізації. Це поклало початок так званій «Щасливій події» — фізичній та юридичній ліквідації яничарів.
На наступний день після початку заколоту всі можновладці зібралися у Блакитній мечеті, щоб вирішити долю яничарського корпусу. Спершу розглядалася ідея реформування та реорганізації, але зрештою перемогла позиція ліквідації. 17 червня зранку реїсулькюттаб написав текст ферману, решта можновладців його ухвалила, а падишах ратифікував. Того ж дня після обіднього намазу шейхюльіслам зачитав ферман перед джамаатом із мінбара, для поширення у менших мечетях для імамів було створено понад 100 копій.
Доки чиновники розв'язували питання бюрократично, султан Махмуд II звернувся до шейхюльіслама з запитанням: «Якою має бути реакція на таку непокору?» На що отримав фетву з відповіддю: «Страта.» 15 червня казарми яничарів на Етмейдани розстріляли з гармат. Значна кількість мешканців загинула у пожежі, що виникла в результаті цього розстрілу, а вцілілих утікачів ловили та страчували на Атмейдани. Другу казарму навпроти мечеті Шехзаде зруйнували через кілька днів після проголошення ферману. Весь архів документів яничарського корпусу був спалений, навіть належні яничарам надгробки знищені.

### Гюльханейський хат-і шеріф
Був проголошений 3 листопада 1839 року і став початком періоду Танзимату — модернізації Османської імперії. Також відомий у турецькій історіографії як «Ферман про танзимат». Ферман 29,5 см завширшки, 61 см завдовжки, має 40 рядків і написаний султаном власноруч. Вгорі аркуша перед текстом міститься написана золотим чорнилом сура з Корану Аль-Мульк, для основного тексту використане чорнило чорного кольору. 
За цим документом, у державі запроваджувалися наступні нововведення: принцип судочинства, за якого ніхто не міг бути засуджений до страти без розгляду справи в суді; право приватної власності та можливість розпоряджатися приватною власністю на свій розсуд; рівність у правах між мусульманами та немусульманами; збільшення кількості членів Меджліс-і Валяї (аналога нинішніх касаційного і вищого адміністративного судів); обмеження терміну армійської служби та визначення її тривалості на рівні 4 або 5 років; розробка ефективного закону з протидії хабарництву. Провінційним урядникам були розіслані копії, а для народу текст ферману було опубліковано в офіційному імперському віснику «Таквім-і Векяї» (тур. Takvîm-i Vekâyi).
Процедура проголошення докорінних змін у державі через ферман відповідала давній традиції Османської імперії. Цього разу новою процедурою була присяга султана щодо дотримання власного ж ферману. Після того, як великий візир Мустафа Решид-паша зачитав текст документа в парку Ґюльхане, султан Абдул-Меджид I проголосив текст присяги в покоях палацу Топкапи, в яких зберігається плащ Пророка Магомета.

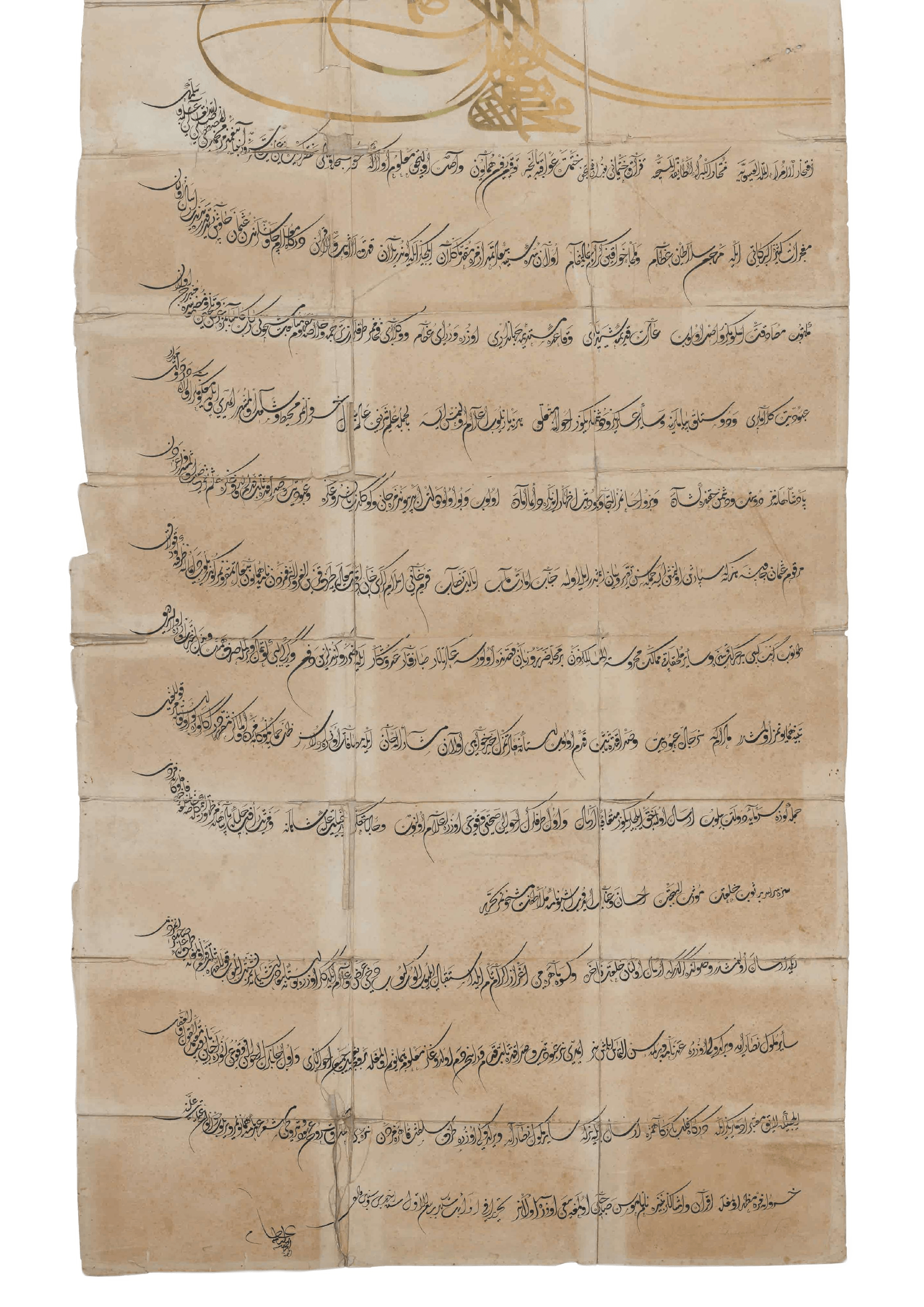
«Ферман» Мехмеда IV до Богдана Хмельницького, 1651 рік

### «Ферман» Мехмеда IV до Богдана Хмельницького
Єдиний приклад ферману в Україні зберігається у Кам'янець-Подільському державному історичному музеї-заповіднику. Це факсиміле листа султана Мехмеда IV до Богдана Хмельницького. Документ понад 1,40 м завдовжки. Оригінал зберігається в Польщі в Головному архіві давніх актів (AGAD) і датується 1651 роком. Цим листом султан Мехмед IV прихильно відгукується на запит Богдана Хмельницького увійти в підданство Османської імперії та надсилає гетьманові золототканий каптан, який є протокольним символом цього підданства. Прийняти подарунок і одягнути його означало визнати васалітет.
Документ було показано телеканалом 1+1 2019 року у програмі «Скарби нації» з циклу «Україна. Повернення своєї історії». Автори фільму зазначали, що до моменту роботи над програмою текст написаного османською мовою документа нібито залишався загадкою для українських науковців. До зйомок програми було здійснено п'ять перекладів послання Мехмеда IV різними мовами, зокрема й українською Ларисою Пріцак. Після них з'явилися переклади Олександра Середи та Ферхада Туранли.
Науковці сперечаються, чи можна вважати цей документ ферманом. Деякі дослідники вважають доречним класифікувати його як «ферман», інші ж називають «грамотою» або «листом-наказом».

## У культурі
- Ферман — сучасне чоловіче ім'я[65].
- В Омера Сейфеддіна[en] є повість із назвою «Ферман»[66], за якою в 1975 році державний канал Туреччини TRT зняв серіал з однойменною назвою[67].
- Володимир Малик у тетралогії «Таємний посол» згадує фірман як наказ османського султана нападати на Україну. У романі це описується в окремій другій книзі «Фірман султана»[68]